# Sân vận động Michel d'Ornano
Sân vận động Michel d'Ornano (tiếng Pháp: Stade Michel d'Ornano) là một sân vận động đa năng ở Caen, Pháp. Sân hiện được sử dụng chủ yếu cho các trận đấu bóng đá. Đây là sân nhà của Stade Malherbe Caen. Sân được đặt theo tên của chính trị gia người Pháp Michel d'Ornano (1924–1991), cựu chủ tịch hội đồng vùng Basse-Normandie.
Sân vận động được xây dựng vào năm 1993 để thay thế Sân vận động Venoix. Sân có sức chứa 20.300 người.